# Fernando Perdigão
Fernando Perdigão, de son nom complet Fernando Júlio Perdigão, est un footballeur portugais né le 11 novembre 1932 à Lourenço-Marques au Mozambique portugais et mort le 16 février 2007 à Aveiro. Il évoluait au poste d'attaquant.

## Biographie

### En club
Fernando Perdigão, né au Mozambique portugais, découvre la première division portugaise lors de la saison 1952-1953,.
Avec Porto, il est sacré Champion du Portugal à deux reprises en 1956 et en 1959. Il remporte également la Coupe du Portugal en 1956 et en 1958
,.
Perdigão raccroche les crampons après une dernière saison 1963-1964 avec Porto,.
Il dispute un total de 86 matchs pour 27 buts marqués en première division portugaise,. En compétitions européennes, il dispute 3 rencontres de Coupe des clubs champions et un match en Coupe des villes de foires pour aucun but marqué.

### En équipe nationale
International portugais, il reçoit une unique sélection en équipe du Portugal le 16 janvier 1957, il dispute un match de qualification pour la Coupe du monde 1958 contre l'Irlande du Nord (match nul 1-1 à Lisbonne).

## Palmarès
FC Porto
- Championnat du Portugal (2) :
  - Champion : 1955-56 et 1958-59.

- Coupe du Portugal (2) :
  - Vainqueur : 1955-56 et 1957-58.